# Narcotrafic en Colombie

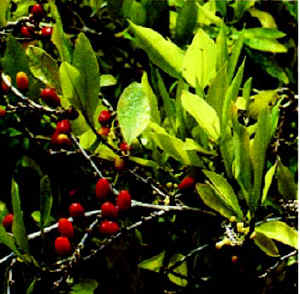
Arbuste de coca (Erythroxylum coca).

Le narcotrafic en Colombie se réfère à la production, au trafic et à l'exportation de drogues illicites en Colombie ayant des effets psychoactifs.
La principale drogue produite en Colombie est la cocaïne, mais il existe également dans ce pays une production significative d'héroïne et de cannabis.
La Colombie est notamment à l'origine de 95 % des exportations de ce produit aux États-Unis, principaux consommateurs mondiaux.
La production de cocaïne colombienne augmente de 50 % entre 2008 et 2017. La Colombie est à l'origine de 70 % de la production mondiale.

## La Colombie, un acteur majeur du narcotrafic au niveau mondial

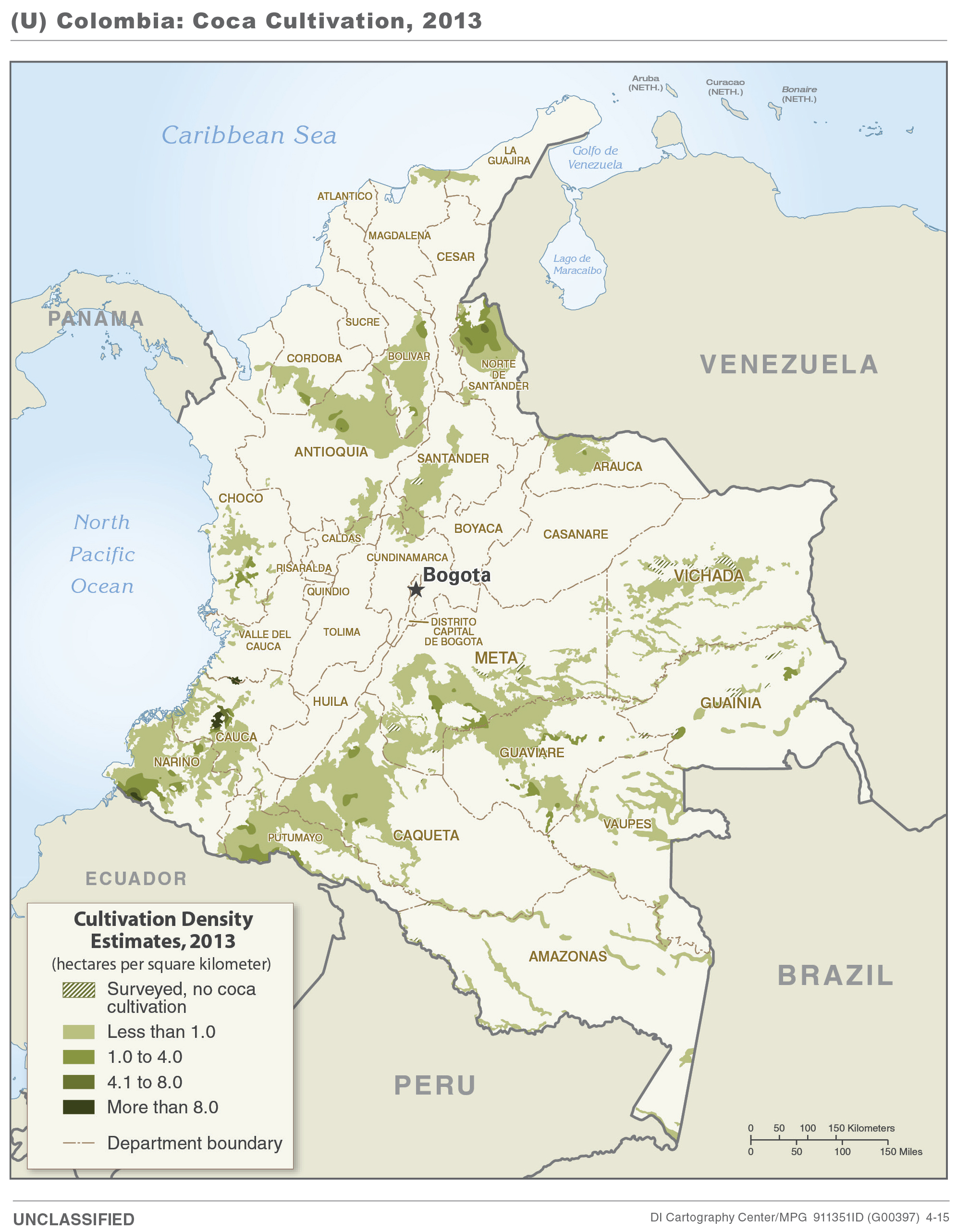
Zones de culture de la coca en 2013.

Malgré les opérations de l'armée colombienne contre le narcotrafic, en particulier avec l'aide des États-Unis dans le cadre du Plan Colombie, la Colombie est le premier pays producteur de cocaïne au monde et dominait environ 70 % du marché mondial de cette substance au début des années 2000 selon Interpol, avec une production toutefois en baisse (de 690 tonnes en 1999 à 440 en 2003), sur un peu plus de 100 000 hectares, soit un rendement d'environ 4 kg de cocaïne par hectare et par an. 
L'exportation de cocaïne vers les États-Unis se fait de différentes manières, en particulier via des sous-marins ou des bateaux, mais également par voie aérienne, soit au moyen de petits avions allant de Colombie en Amérique centrale (principalement au Mexique), soit avec des courriers humains (les mulas) empruntant les avions de ligne.
La Central Intelligence Agency (CIA) est mise en cause par un rapport du Sénat américain en 1986 concernant son alliance avec les barons de la drogue colombiens afin de financer des groupes paramilitaires anticommunistes en Amérique centrale.
La culture du pavot à opium a démarré dans les années 1990, permettant la production d'héroïne. Toutefois, 90 % du marché de l'héroïne est détenu par l'Afghanistan, le Pakistan et le Kazakhstan dont le climat est plus favorable à sa production. Toujours selon Interpol, la Colombie produirait environ 75 tonnes par an d'héroïne, soit un peu plus de 1 % de la production mondiale.
On assiste depuis la fin des années 2000 à une baisse de la production de la feuille de coca (qui n'est pas exclusivement utilisé pour produire de la cocaïne). La superficie cultivée est en 2010 de 68 000 hectares, soit 60 % de moins qu'il y a dix ans, et le Pérou est désormais le premier producteur mondial. 253,5 des 442 tonnes de cocaïne produites en Amérique de Sud en 2010 l'on été en Colombie. En 2015, la Colombie redevient premier producteur mondial de coca. En 2016-2017, la Bolivie devient le premier producteur de cocaïne au monde, avec derrière elle l'Uruguay, le Paraguay, le Chili, le Pérou et la Colombie.
En 2016, la surface des plantations de coca en Colombie a progressé de 52 % par rapport à l'année précédente, et la production de cocaïne de 34 %, selon l'ONU.
En 2019, Donald Trump accuse son homologue colombien Iván Duque de n'avoir « rien fait » pour lutter contre le narcotrafic.
Pour le père Francisco de Roux, président de la « commission de la vérité » qui doit enquêter sur le conflit armé, si la Colombie reste le premier producteur mondial de cocaïne, c’est essentiellement parce que le « monde paysan a toujours été exclu de la société colombienne, repoussé aux frontières de la forêt, sans droits, sans routes, ni terres fertiles ».

## Acteurs

### Trafiquants
Les principaux acteurs du narcotrafic furent dans les années 1980 les cartels de Medellín et de Cali. 
Le cartel de Medellín était basé à Medellín, dans le département d'Antioquia, et dirigé par Pablo Escobar, sans doute le plus célèbre des trafiquants de drogue. Il fut démantelé à la suite de la mort d'Escobar le 2 décembre 1993.
Le cartel de Cali était basé à Cali, dans le département de Valle del Cauca, et dirigé par les frères Gilberto et Miguel Rodriguez Orejuela. Moins visible que le cartel de Medellín mais tout aussi puissant, il fut démantelé en 1995.
À la suite du démantèlement des deux cartels principaux, d'autres acteurs reprennent le trafic dans les années 1990, le cartel du Norte del Valle ainsi que d'autres groupes plus nombreux et moins centralisés que les deux cartels originaux. Alors que les cartels de Cali et Medellín étaient totalement intégrés, contrôlant tout depuis la production jusqu'à la vente aux États-Unis ou en Europe et formant donc un quasi-duopole, ces nouveaux groupes contrôlent chacun une partie de la chaîne sans qu'il y ait de commandement commun, ce qui rend la lutte pour faire cesser le narcotrafic plus difficile.
Michel Gandilhon, spécialiste de la géopolitique des drogues, note que « le crime organisé désigne le secteur de la société capitaliste lié aux activités illégales. Il ne constitue pas sa négation, mais son complément naturel. Le plus souvent même, il représente à l'état chimiquement pur l'essence même du fonctionnement d'un capital débarrassé des entraves que peuvent faire peser sur son développement des règles juridiques ou sociales. Le crime organisé est donc l'envers de la société actuelle et l'expression d'une bourgeoisie entrepreneuriale qui se déploie désormais à l’échelle mondiale. Le cas des cartels de la drogue colombien est exemplaire de cette réalité. À Medellín, ils sont issus des bas-fonds de la société ; à Cali de la bourgeoisie la plus classique. »

### Acteurs de la lutte anti-drogue
La lutte contre les trafiquants de drogue est menée principalement par les autorités colombiennes (police, justice), encouragées et soutenues par le Département d'État des États-Unis.
Dans une moindre mesure, certains groupes paramilitaires ainsi que certaines guérillas ont également lutté contre l'un ou l'autre des grands cartels colombiens.
Les opérations de destruction des cultures de coca s'accompagnent parfois de violences contre la population. En octobre 2017, 6 paysans sont abattus par l’armée au cours d'une manifestation contre l'éradication de plantations de coca.
Le gouvernement lance en 2016 un programme de substitution volontaire des cultures illégales. Pourtant, les compensations financières promises n'ont jamais été versées, et les paysans qui ont accepté de suivre le programme se sont retrouvés appauvris et endettés.
La Coordination des cultivateurs de coca, de marijuana et de pavot (Coccam) annonce le 4 avril 2018 envisager d’abandonner sa participation au Programme national intégral de substitution des cultures illicites (PNIS) prévu par les accords de paix entre le gouvernement et la guérilla, en raison de son non-respect par le gouvernement, l’assassinat de ses membres (trente-et-un en une année), et le projet de loi sur la criminalisation des petits producteurs de coca. Le gouvernement ne proposant pas d'après elle d'alternatives économiquement viables pour les cultivateurs de coca.

## Impact sur la société colombienne

### Violence

#### Guerre entre cartels
Le narcotrafic a généré beaucoup de violence, en premier lieu entre les trafiquants eux-mêmes. Pablo Escobar a monté une véritable armée de sicarios (des tueurs à gages), recrutés dans les quartiers défavorisés. José Gonzalo Rodríguez Gacha, l'un de ses principaux subordonnés, recrutait des paysans pauvres. De leur côté, les dirigeants du Cartel de Cali employaient des retraités de l'État corrompus (anciens militaires ou policiers), avant de se tourner vers les groupes paramilitaires.
C'est en 1988 que la guerre éclate entre les deux cartels principaux, celui d'Escobar à Medellín et celui des frères Rodriguez Orejuela à Cali. La résidence d'Escobar et des entreprises appartenant au cartel de Cali sont détruites par des bombes. Ce type d'actions a rendu publique la guerre. Impliquant certains groupes paramilitaires, les agences de sécurité du gouvernement ainsi que des mercenaires extérieurs, cette guerre se soldera par la mort d'Escobar en 1993, trahi par un groupe paramilitaire du Magdalena, et le démantèlement du cartel de Medellín.

#### Lutte contre les autorités
Durant les premières années du gouvernement de Belisario Betancourt (1982-1986), les grands laboratoires de transformation de la coca tel « Tranquilandia » furent l'objet de l'attention des autorités. Cette lutte fut menée par Rodrigo Lara Bonilla, ministre de la Justice qui a finalement été assassiné en avril 1984. Cette action pousse Betancourt à déclarer l'état d'urgence et à intensifier la lutte contre les narcotrafiquants, notamment au moyen de l'extradition (vers les États-Unis principalement). 
Cela a contribué à l'émergence publique, le 15 novembre 1986, du groupe les « Extraditables », une organisation armée clandestine qui « préfère une tombe en Colombie plutôt qu'une prison aux États-Unis » opérant des assassinats de policiers, de juges ou de journalistes ainsi que des attentats à l'explosif. Parmi les victimes, le directeur du journal El Espectador Guillermo Cano Isaza, Jaime Pardo Leal, le dirigeant de l'Union Patriotique, organisation politique légale liée à la guérilla des FARC, l'ex-ministre de la Justice Enrique Parejo ainsi que le gouverneur et le commandant de police d'Antioquia. Les enlèvements ont également commencé à être employés, contre le candidat à la mairie de Bogotá, Andrés Pastrana (futur président de la République). Le 18 août 1989, Luis Carlos Galán, candidat libéral à la présidence de la République, est assassiné. 
Le gouvernement décide alors de faciliter le recours à l'extradition et de l'employer de façon purement administrative, c'est-à-dire sans recours à un juge. La réaction ne se fait pas attendre. Les installations du journal El Espectador et le siège du DAS, le département de renseignement chargé de poursuivre les cartels, sont détruits. S'ensuit l'explosion de bombes à l'hôtel Hilton de Carthagène des Indes et l'explosion en plein vol d'un avion d'Avianca. Deux candidats aux élections présidentielles sont également assassinés : Carlos Pizarro, leader du M-19 entré dans l'activité politique légale après avoir signé un accord avec le gouvernement et Bernardo Jaramillo, le nouveau candidat de l'Union Patriotique.

#### Influence sur le conflit armé colombien
Le narcotrafic a aussi une influence sur le conflit armé colombien : ce serait selon le gouvernement colombien l'une des sources de financement de mouvements de guérilla tels que les FARC et l'ELN, ainsi que des groupes paramilitaires (on parle de narcoparamilitarismo (es)) comme les AUC et les Águilas Negras. Le président colombien Andrés Pastrana Arango a cependant réfuté l’argument faisant des FARC une « narcoguérilla ». Donnie Marshall, administrateur chargé de la DEA, a déclaré publiquement pour sa part qu’il n’est pas arrivé à la conclusion « que les FARC sont des trafiquants de drogue ».
Des trafiquants comme Miguel Arroyave (1954-2004), proche de la famille des Castaño à la tête des AUC, et en particulier de Vicente Castaño, ou Pedro Oliviero Guerrero (abattu lors du réveillon de Noël 2010) se sont ainsi faits remarquer. Ce dernier avait repris, à la tête des « Héros de Guaviare », l'organisation dite du « Groupe Centaure » des AUC menée par Arroyave, et sa tête était mise à prix à 2,5 millions de dollars. En septembre 1997, l’Observatoire géopolitique des drogues de Paris affirmait que la majorité de la cocaïne arrivant dans les ports espagnols, belges et néerlandais provenait des zones côtières colombiennes contrôlées par les AUC.

### Corruption
La corruption au sein de l'appareil d'État colombien est principalement du fait du cartel de Cali. Contrairement à celui de Medellín, qui misait avant tout sur les pauvres et la violence, le cartel des frères Rodriguez Orejuela a largement investi dans l'économie légale (qui lui fournissait une couverture pour le blanchiment de l'argent et diverses autres opérations financières) ainsi que dans la corruption de membres de la classe politique, voyant là entre autres une garantie de sécurité pour le cartel et une manière discrète d'influencer la politique du gouvernement, notamment en ce qui concerne la lutte contre les trafiquants et le problème de leur possible extradition.
Le plus important scandale a éclaté en juin 1994, durant la campagne présidentielle. Andrés Pastrana, rival d'Ernesto Samper, a donné au Président Cesar Gaviria des enregistrements où les frères Rodriguez Orejuela faisaient allusion au financement de la campagne de Samper. Au cours de plusieurs perquisitions menées dans les entreprises légales appartenant aux Rodriguez furent recueillis des documents montrant l'existence de 6 400 opérations financières réalisées pour favoriser la campagne présidentielle (pour un montant supérieur à trois millions de pesos), assurer le patronage de parlementaires, d'officiers et d'agents de la police et d'autres corps de sécurité et le Procureur Général de la Nation. Par le biais d'entreprises fictives, d'autres entités bancaires ont effectué plus de 40 000 transactions selon les résultats de l'enquête connue sous le nom de « Proceso 8000 ». Des centaines de députés et sénateurs libéraux seraient également liés au narcotrafic. 
Ces faits ont discrédité le président Samper et ont mis en évidence l'importance réelle du cartel de Cali et ses liens étroits avec la classe politique, ce qui a conduit à son démantèlement en 1995.
En 2008, le général Óscar Naranjo, ex-chef de la police antidrogue colombienne, est obligé de démissionner après la détention de son frère Juan David en Allemagne pour narcotrafic. Il est mis en cause par le ministre de l’Intérieur vénézuélien, Ramon Rodríguez Chacín, pour ses liens avec le narcotrafiquant Wilmer Varela (assassiné le 29 février 2008).
En 2016, la Direction nationale des stupéfiants (DNE), est dissoute après un immense scandale de corruption impliquant de puissants clans politiques.

### Impacts positifs
Les impacts positifs sont peu nombreux. La plupart proviennent de Pablo Escobar qui, pour gagner le soutien des classes démunies, agissait comme un mécène, principalement dans son fief de Medellín et aux alentours. On peut par exemple citer la création du mouvement appelé « Medellín sans bidonvilles », ainsi que la construction de logements, la création d'écoles sportives, l'illumination de terrains de football dans des secteurs marginalisés. Son initiative la plus célèbre a été l'acquisition du zoo de l'Hacienda Nápoles, dont l'entrée était gratuite,.
L’essentiel des énormes profits du trafic est placé dans des coffres suisses ou panaméens. L'idée selon laquelle les trafiquants réinvestissent dans le pays provient de la propagande des trafiquants eux-mêmes. Les trafiquants gagnent leur argent aux États-Unis, l’investissent à l’étranger et ne dépensent qu’une toute petite partie en Colombie.

## Impacts environnementaux
La culture de la coca a des effets néfastes sur l'environnement : érosion des sols et pollution chimique. La lutte contre la culture de coca (en particulier dans le cadre du Plan Colombie) passe en partie par l'épandage par avion d'herbicides comme le glyphosate sur de grandes étendues de forêt soupçonnées d'abriter des cultures de coca (fumigations),. 
L'intensification de la lutte anti-drogue provoque par ailleurs la migration des cultivateurs de coca, contraints de s'enfoncer toujours plus en profondeur dans la forêt amazonienne, détruisant donc des écosystèmes jusque-là vierges.